# Licence
Licence (lat. licet – dovolení) je právní termín, který znamená povolení nebo oprávnění k určité činnosti, zvláštní smlouva opravňující k využití patentu nebo nakládání s autorským dílem.
Přestože význam pojmů oprávnění, povolení, licence, koncese atd. je velmi podobný, v některých oborech se volbou mezi těmito termíny rozlišují různé druhy oprávnění - objektivní, subjektivní, jako právo se chovat určitým způsobem nebo vykonávat určitou činnost, např. řidičské oprávnění, stavební povolení, koncesovaná živnost a jiné.

## Licence k činnostem
Slovo vzniklo z latinského slova licentia, což znamená „volnost, svoboda“, a po celou historii bylo chápáno jako udělení výjimečného povolení k nějaké činnosti ve smyslu živnostensko-právním. Licence byla udělována úřady a zpravidla byla časově omezena. Typickým příkladem takto chápané licence byla např. licence žebravým hudebníkům. Do licence je možné zadat řadu omezení, např. že koncert smí probíhat jen na určitých místech atp. Veškerá ustanovení daná v licenci musí být v souladu s platným právním řádem daného státu.
V kontinentálním právu je licence pojata jako podmínky k provozování tzv. licencované živnosti (v České republice koncesovaná živnost), tedy takové živnosti, která je vázána na úřední koncesi a kterou bez této koncese nelze provozovat. Všechny koncesované živnosti v ČR upravuje zákon č. 455/1991, o živnostenském podnikání (živnostenský zákon). V příloze č. 3 tohoto zákona jsou vyjmenovány všechny koncesované živnosti, včetně předmětu jejich podnikání, požadované odborné a jiné zvláštní způsobilosti, podmínek, jejichž splnění je vyžadováno a orgánů státní správy, které se vyjadřují k žádosti o koncesi.

### Typy licencí
V některých odvětvích podnikatelské činnosti je třeba získat licenci nutnou k jejímu provozování, zpravidla vydávanou státem, příslušným státním orgánem, nebo státem pověřenou osobou. Mezi ně patří:
- Dopravní licence je nutná k provozování vnitrostátní, resp. mezinárodní dopravy. Je upravena pro různé typy dopravních činností, jmenovitě dopravu silniční (nutnost pro provoz vozidel nad 3,5 tuny hmotnosti), leteckou apod. Licence k provozování linkové osobní dopravy má v zákoně o silniční dopravě (zákon č. 111/1994 Sb.) zvláštní úpravu. Pro dopravní činnost je třeba získat licenci od dopravního úřadu ČR, resp. v zemi, kterou prochází.[5]
- Bankovní licence na území ČR vydává ČNB, slouží jako oprávnění pro bankovní činnost pro českou akciovou společnost nebo pobočku zahraniční banky (bankovní činností se zpravidla rozumí přijímání vkladů a nabízení úvěrů). V ní jsou mimo jiné specifikovány právě ty činnosti, které smí banka vykonávat.[6]
- Energetická licence se uděluje jako souhlas Energetického regulačního úřadu. Opravňuje k výrobě, přenosu, distribuci a obchodu s elektřinou, plynem, výrobě a rozvodu tepelné energie apod.[7]
- Dovozní a vývozní licence pro zemědělské produkty je vydávána Státním zemědělským intervenčním fondem a uděluje právo a zakládá závazek propouštět do volného oběhu nebo vyvážet během doby její platnosti množství produktů uvedených na licenci. Licenční povinnost se týká dovozu rýže, cukru, osiva, lnu a konopí, ovoce a zeleniny, výrobků z ovoce a zeleniny, etylalkoholu zemědělského původu a vývozu rýže a cukru.[8]

Vedle koncesovaných živností, jak je vyjmenovává živnostenský zákon, existuje celá řada různých povolení k činnosti ve všech oblastech společenského a vědního života. Například licence ve sportu je osobní doklad o odborné způsobilosti opravňující jeho majitele k účasti na sportovních soutěžích a současně potvrzením jeho závazku respektovat stanovy a pravidla sportovního svazu. Licence ve zdravotnictví je podmínkou k výkonu odborných diagnostických a léčebných metod, k výkonu funkce školitele pro lékařský výkon a k akreditaci pracoviště pro školení v lékařských výkonech.

## Licence v oblasti duševního vlastnictví
Za duševní vlastnictví lze obecně považovat vše, co je nehmotným soukromoprávním předmětem a zároveň, co je oddělitelné od osoby. Duševní vlastnictví tedy na rozdíl od osobnosti představuje majetek, a to majetek nehmotný, chápaný v nejširším slova smyslu jako vlastnění jakéhokoli předmětu, který je alespoň potenciální majetkovou hodnotou. Pojem duševní vlastnictví není v českém právním řádu pozitivně vymezen, občanský zákoník používá pojem průmyslové nebo jiné duševní vlastnictví, kam se řadí předměty chráněné autorským zákonem. Výraz licence je pak oprávnění k výkonu práva duševního vlastnictví.
Produkce originálních informací organizujících společnost (kreativní produkce) je podstatou a měřítkem její kulturní vyspělosti. Zahrnuje objevy, vynálezy, politické teorie, hudbu, divadelní hry, umělecká, filmová a další díla. Hlavní myšlenkou práva duševního vlastnictví je ekonomické ohodnocení a právní ochrana výstupů kreativní produkce.

### Licence k vynálezu
Jedná se o souhlas k využívání vynálezu poskytnutý majitelem patentu pro vzájemně dohodnuté účely. Souhlas (licence) k využívání vynálezu chráněného patentem se poskytuje písemnou – licenční smlouvou. Poskytovatel (majitel patentu) a nabyvatel licence podepíší licenční smlouvu, která definuje podmínky a rozsah dohody. Při licencování může být majiteli patentu vyplacena jednorázová suma, či opakované licenční poplatky.
Existují tři typy licenčních smluv k patentovým technologiím. Výhradní, nevýhradní a jedinečná licence, v rámci které smí využívat patentovou technologii nabyvatel licence i majitel patentu současně. Dalším typem licence může být licence křížová, která je dohodou mezi dvěma vzájemně si konkurujícími osobami, které mají vzájemně zájem o patenty druhé osoby. Jsou běžné např. v průmyslovém odvětví, kde se různé vynálezy mohou vzájemně doplňovat.

### Licence k autorskému dílu
Prostřednictvím licence poskytuje autor někomu jinému (nabyvateli) právo užít jeho dílo. Toto právo umožňuje dílo rozmnožit, originál či jeho rozmnoženiny rozšiřovat, pronajmout, půjčit či vystavit, též zpřístupnit v nehmotné podobě prostřednictvím médií. Výjimkám a omezením práva autorského se věnuje díl 4. první části zákona 121/2000 Sb., o právu autorském, o právech souvisejících s právem autorským a o změně některých zákonů (autorský zákon).
Lze rozlišit dva základní typy licence, a to licenci výhradní a nevýhradní. Nevýhradní licence umožňuje autorovi dále vykonávat veškerá práva spojená s dílem i poskytnout licenci třetím osobám, taková licence nemusí mít písemnou formu. Naopak písemná forma je vyžadovaná u licence výhradní, ta autorovi neumožňuje poskytnout licenci třetí osobě a obvykle je i on povinen se zdržet výkonu práva užít dílo způsobem, ke kterému licenci udělil. Nabyvatel licence může licenci poskytnout třetí osobě, pokud je tak ujednáno v licenční smlouvě, a tedy se souhlasem poskytovatele. Pak se jedná o tzv. podlicenci.
Licenční smlouva je pojatá jako smlouva zásadně úplatná, kdy za poskytnutí licence náleží poskytovateli odměna. Ve výjimečných případech, v zájmu zachování principu smluvní volnosti, se připouští bezúplatnost. Aby byla licenční smlouva podle českého práva platná, musí řešit čtyři základní okruhy: smluvní strany licence, předmět licence, rozsah a způsob užití díla a úplatnost licence.

### Veřejné licence
Veřejné licence zpřístupňují veřejnosti užití autorskoprávně chráněných děl. Staví na aktuálním systému autorského práva. Pojem veřejná licence je obecným označením pro všechny licence, které jsou uzavírány zveřejněním díla s licenčními podmínkami (či odkazem na ně), a u kterých poskytovatel a nabyvatel licence nejsou v přímém kontaktu. Omezení rozsahu dílo užít hraje roli až pro další označení veřejných licencí. Svobodná licence je taková, která nikterak neomezuje nabyvatele licence v dalším užívání díla, poskytuje nabyvateli maximální možný rozsah práv při zachování zákonem stanovených podmínek. U licencí Creative Commons lze za svobodné označit ty licence, které dovolují i komerční užití díla, a které umožňují i jeho kreativní zpracování a další šíření takto upraveného díla. Sdružení Open Knowledge Foundation pak označuje tyto licence za otevřené (open). V prostředí distribuce výsledků vědecké práce jsou pak vědecká díla přístupná za těchto podmínek označována jako „libre open access“. Volné licence jsou pak ty, které jsou bezúplatné a vždy umožňují šíření chráněných autorských děl, ale i s případnými omezeními, co do způsobu rozsahu a užití díla. V hnutí Open Access jsou takto přístupné vědecké publikace známy jako „gratis Open Access“ (tedy dostupné zadarmo).
Takto vymezené pojmy český právní řád nezná, slouží především k lepšímu pochopení v rámci jejich aplikace.
Veřejné licence jsou pak od standardních unikátních licenčních smluv odlišné tím, že jsou typicky sjednávány na dálku, nelze o jejich obsahu vyjednávat s poskytovatelem licence, jedná se tedy o tzv. smlouvy adhezní. Autor je potenciálně uzavírá s  neomezeným počtem uživatelů díla a z užívání díla nabízeného pod veřejnou licencí není nikdo dopředu vyloučen. Licence jsou autorem poskytovány po celou dobu trvání autorských práv, obsah licenčních podmínek je realizován jednoduchým odkazem na jejich veřejně dostupné znění. Licence jsou poskytovány bezúplatně. Nabyvatelé licence mohou dílo dále šířit, ale vždy musí být uváděn autor původního díla.

### Kolektivní a hromadné licence
Hromadně distribuovaný software je běžně používán jednotlivci na osobních počítačích pod licencemi vývojářů tohoto druhu softwaru. Tyto licence jsou obvykle součástí rozsáhlejší smlouvy pro koncové zákazníky známé jako EULA. Licence typicky fungují na principu ověření unikátního kódu, jenž je nutný vyplnit při instalaci daného softwaru. Při správném zadání se software zpřístupní a může ho tak plně využívat.
Na rozdíl od běžné licence, kterou lze uplatnit pouze na jeden osobní počítač, se kolektivní a hromadné licence dají použít na větším počtu osobních počítačů pod stejným licenčním kódem. Vymahatelnost na základě smlouvy pro koncové zákazníky je však zpochybňována.[zdroj?]

## Licence jako svolení k zásahu do osobnostních a autorských práv
Licence vzniká prostřednictvím smlouvy, ale také mimosmluvně rozhodnutím orgánů veřejné moci na základě zvláštních předpisů a je označována jako úřední či nucená licence. Užívá se u výjimečných případů zásahu do osobnostního práva, kde působí i proti vůli dotčeného člověka (jinak je takový zásah podmíněn svolením zasažené osoby).
Pomocí tzv. bezúplatných zákonných licencí zákon řeší, za jakých okolností a kdo může omezit autorská práva, přičemž říká, že tak lze činit pouze v jím určených případech. Ty musí být vždy prováděny pouze v odůvodnitelné míře a platí, že zůstávají nedotčena autorská osobnostní práva.
Do těchto licencí se řadí:
- Knihovní licence se vztahuje na knihovny, muzea, archivy, galerie a další podobná nevýdělečná školská a vzdělávací zařízení a dovoluje jim vytvářet rozmnoženiny pro své archivační a konzervační potřeby nebo rozmnoženiny ztracených a poškozených děl.[16]
- Citace označuje užití zveřejněných děl jiných autorů ve vlastním díle, vždy je nutné uvést autora (pokud je to možné) nebo osobu, pod jejímž jménem je dílo vydáno, název díla a pramen.[16]
- Propagace výstavy nebo prodeje originálů či rozmnoženin uměleckých děl.[16]
- Zaznamenání, či zachycení díla na veřejném prostranství.[16]
- Úřední a zpravodajská licence se vztahuje na použití nebo pořízení podobizny či záznamu člověka, která realizují informování veřejnosti zpravodajskou formou (tisková, rozhlasová, televizní) o věcech oprávněného veřejného zájmu[17] nebo umožňuje užít dílo k úřednímu účelu či ve zpravodajství o aktuální události.[16] Je rozšířena o veřejná vystoupení podpořená zákonem, jako jsou veřejná zasedání zastupitelstva obce, kraje, veřejná slyšení apod., použije se pouze pro zachycení formou podobizny, zvukového, obrazového, nebo písemného záznamu.
- Nakladatelská licence.[16]
- Katalogová licence umožňuje zařadit vyobrazení díla do katalogu k pořádané výstavě.[16]
- Licence pro školní dílo umožňuje užít dílo při školních představeních, v nichž účinkují žáci a učitelé školy.[16]
- Licence pro dočasné rozmnoženiny dovoluje knihovnám, archivům a jiným nevýdělečným zařízením pořídit rozmnoženiny pro své účely.[16]
- Licence pro určitá užití osiřelého díla.[16]
- Licence pro fotografickou podobiznu.[16]
- Licence pro nepodstatné vedlejší užití díla.[16]
- Licence k dílům užitého umění a dílům architektonickým.[16]
- Licence pro sociální zařízení.[16]

- Licence vědecká a umělecká se vztahují na díla zachycená stejnou formou jako u bezúplatné zákonné licence úřední, vznikly za účelem šíření vědecké a umělecké tvorby, předpokladem je obecný zájem na tato díla. Za vědeckým účelem zásahu do osobnostního práva může stát např. pořízení fotografie nemocné části těla pacienta z důvodu lékařského výzkumu, nebo fotografický portrét osoby.
- Zvláštním druhem zákonné licence je tzv. úplatná zákonná licence, která se vztahuje k výkonným umělcům, definuje, za jakých podmínek je a není možno užít jimi vytvořené dílo. Výkonným umělcům však přísluší právo na odměnu za takové užití.